# General Dynamics

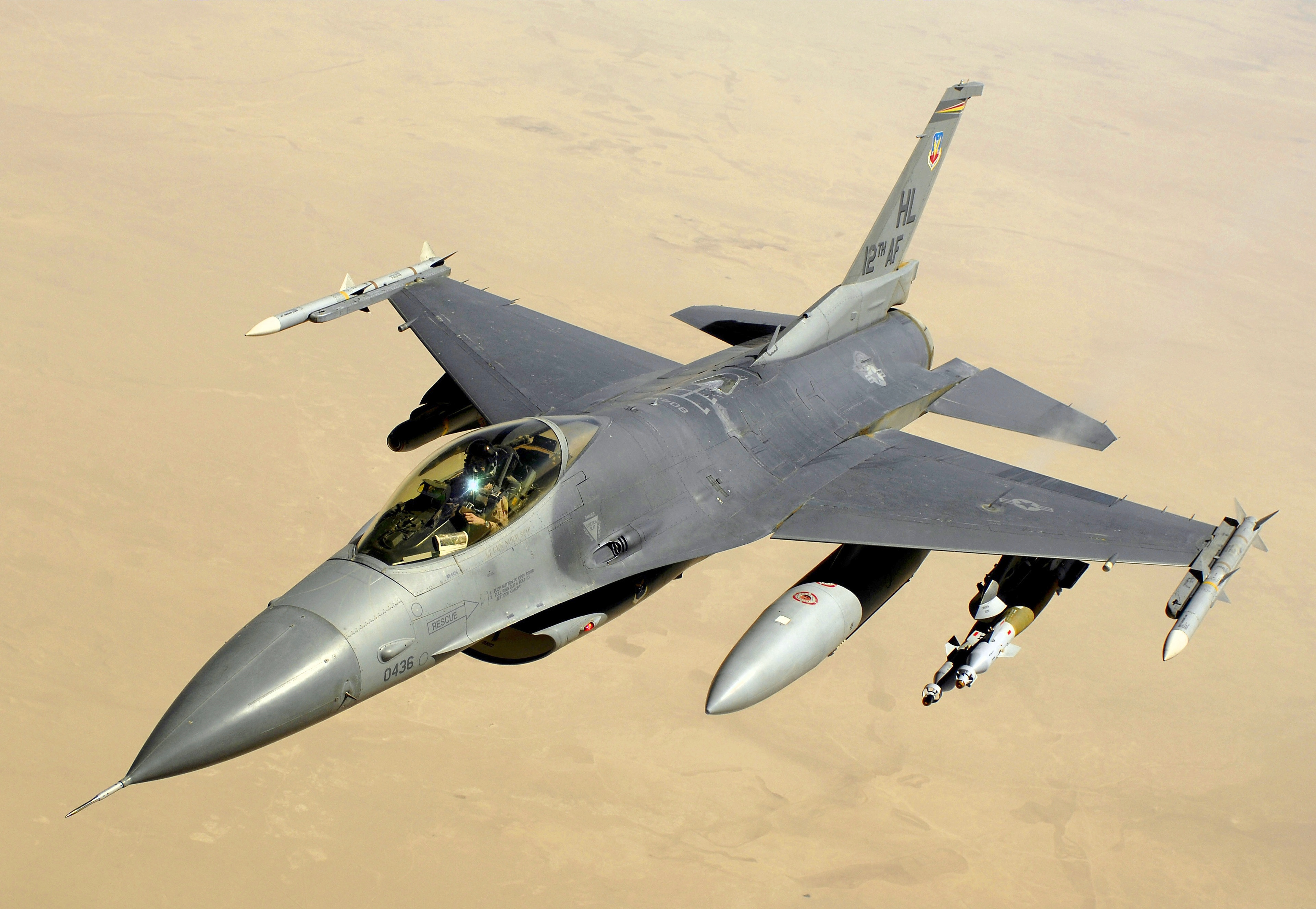
F-16 Fighting Falcon

General Dynamics Corporation (NYSE: GD) — американська компанія, один з найбільших світових виробників військової та аерокосмічної техніки (на 2008 рік — п'ятий у світі за вартістю укладених контрактів на поставку військової техніки). Штаб-квартира розташоване у містечку Рестон, штат Вірджинія поблизу від Вашингтона.
Заснована в 1952 році суднобудівною компанією Electric Boat та канадською компанія Canadair Ltd. У 1952-1954 роках у доках Electric Boat в Гротоні був побудований перший у світі атомний підводний човен USS Nautilus (SSN-571).
Одна з найвідоміших розробок компанії — багатоцільовий винищувач F-16. У 1993 році авіаційний підрозділ General Dynamics — Convair, що здійснював випуск цих літаків, було продано компанії Lockheed Corporation, яка після злиття з Martin Marietta, стала іменуватися Lockheed Martin.